# Centre régional K.C. Irving
Le Centre régional K.C. Irving est un complexe sportif situé dans la ville canadienne de Bathurst, au Nouveau-Brunswick. L'aréna accueille le Titan d'Acadie-Bathurst, une équipe de hockey de la LHJMQ. Il est nommé en l'honneur de l'homme d'affaires Kenneth Colin Irving. Ouvert en septembre 1996 et construit au coût de 21 millions de dollars, le centre KC Irving est le plus grand aréna de la région acadienne, au nord du Nouveau-Brunswick.
Les visiteurs du Centre peuvent bénéficier de 3 162 sièges, pour une capacité totale de 3 524 lors des matches de hockey. Pour les spectacles, la capacité peut être amenée à 4 400 places. Autour de la patinoire sont aménagées 24 loges privées.

## Événements spéciaux au Centre
Événements sportifs
- avril 2002 : Tournoi de la Coupe Telus (Midget AAA)
- hiver 2003 : Jeux du Canada d'hiver (conjointement avec Campbellton). Cérémonie d'ouverture, compétitions de hockey sur glace.
- 22 mars 2006 : Kleenex Celebration sur Glace (patin artistique)[2]

culturels
- 12 avril 2000 : spectacle de Roch Voisine[3]
- juillet 2003 : 5 spectacles de la Tournée Star Académie 2003[4]
- 4 juin 2004 : Spectacle de Wilfred Le Bouthillier[5]
- 19 mai 2005 : spectacle de Blue Rodeo[6]
- 22 mai 2006 : 1 spectacle de la Tournée Star Académie 2005[7]

autres événements
- 1er juin 2006 : Valvoline Monster Spectacular[8]
- 16 janvier 2008 : funérailles communes des victimes de la tragédie routière du Bathurst High School

## Avenue Sean Couturier
Le 25 juillet 2016 la ville de Bathurst ainsi que le Titan d'Acadie-Bathurst ont dévoilés l'avenue Sean Couturier en l'honneur du joueur de hockey sur glace originaire de Bathurst, Sean Couturier. L'édifice prend, donc sa nouvelle adresse civique soit le « 14 avenue Sean Couturier »,.

## Bannières
- Coupe du président (y compris les Coupes du président lorsque la franchise évoluait à Laval)
  - 1983-1984
  - 1988-1989
  - 1989-1990
  - 1992-1993
  - 1998-1999
  - 2017-2018
- Coupe Memorial
  - 2018
- Numéros retirés (y compris les joueurs du club lorsque la franchise évoluait à Laval)

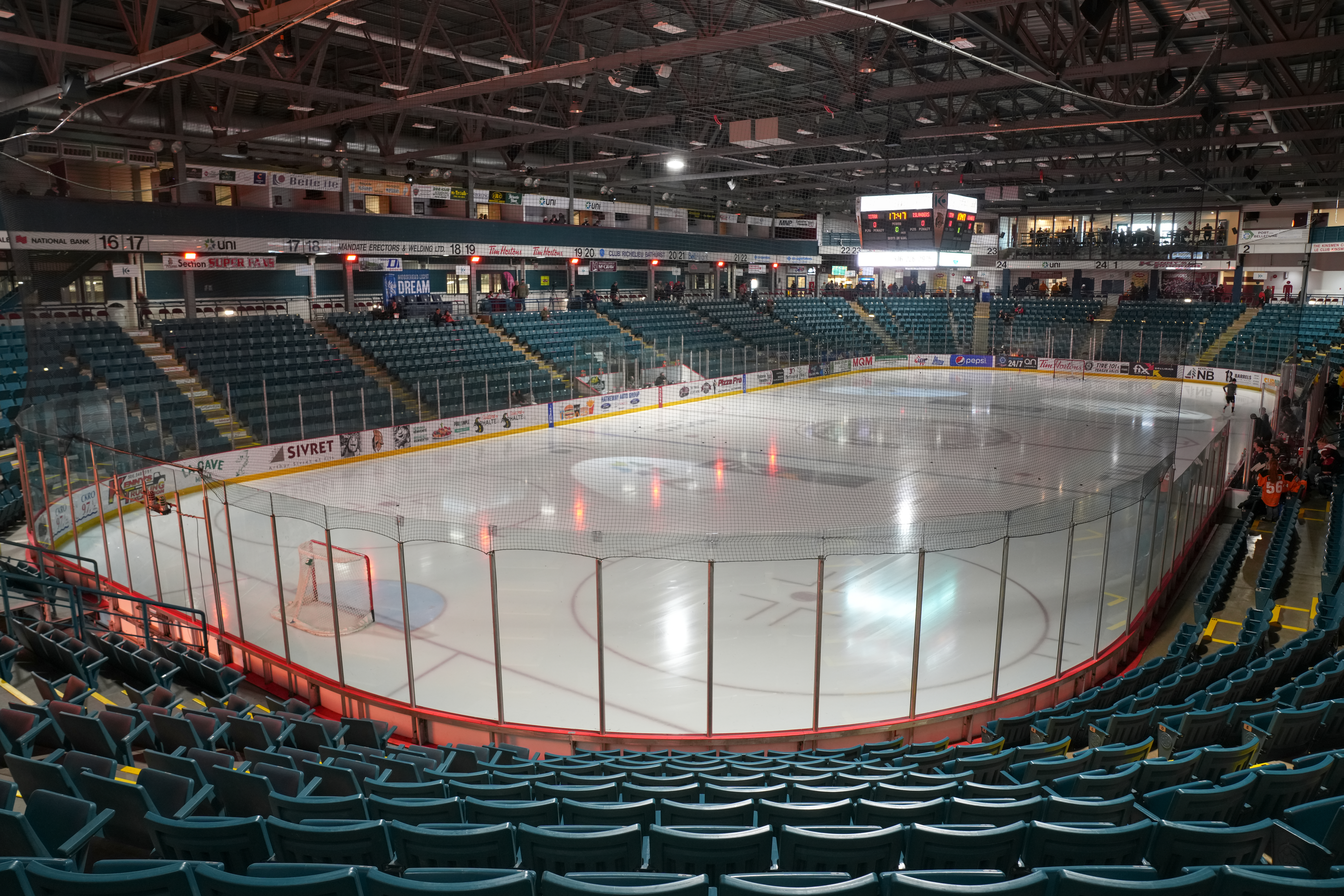
L'intérieur du Centre régional K.C. Irving

  - 1 - Roberto Luongo
  - 10 - Claude Lapointe
  - 17 - Mike Bossy
  - 19 - Neil Carnes
  - 21 - Vincent Damphousse
  - 22 - Martin Lapointe
  - 21 - Vincent Damphousse
  - 28 - Thomas Beauregard
  - 37 - Patrice Bergeron[11]
  - 66 - Mario Lemieux